# Parodia erinacea
Parodia erinacea (Haw.) N.P.Taylor es una especie de planta fanerógama de la familia Cactaceae.

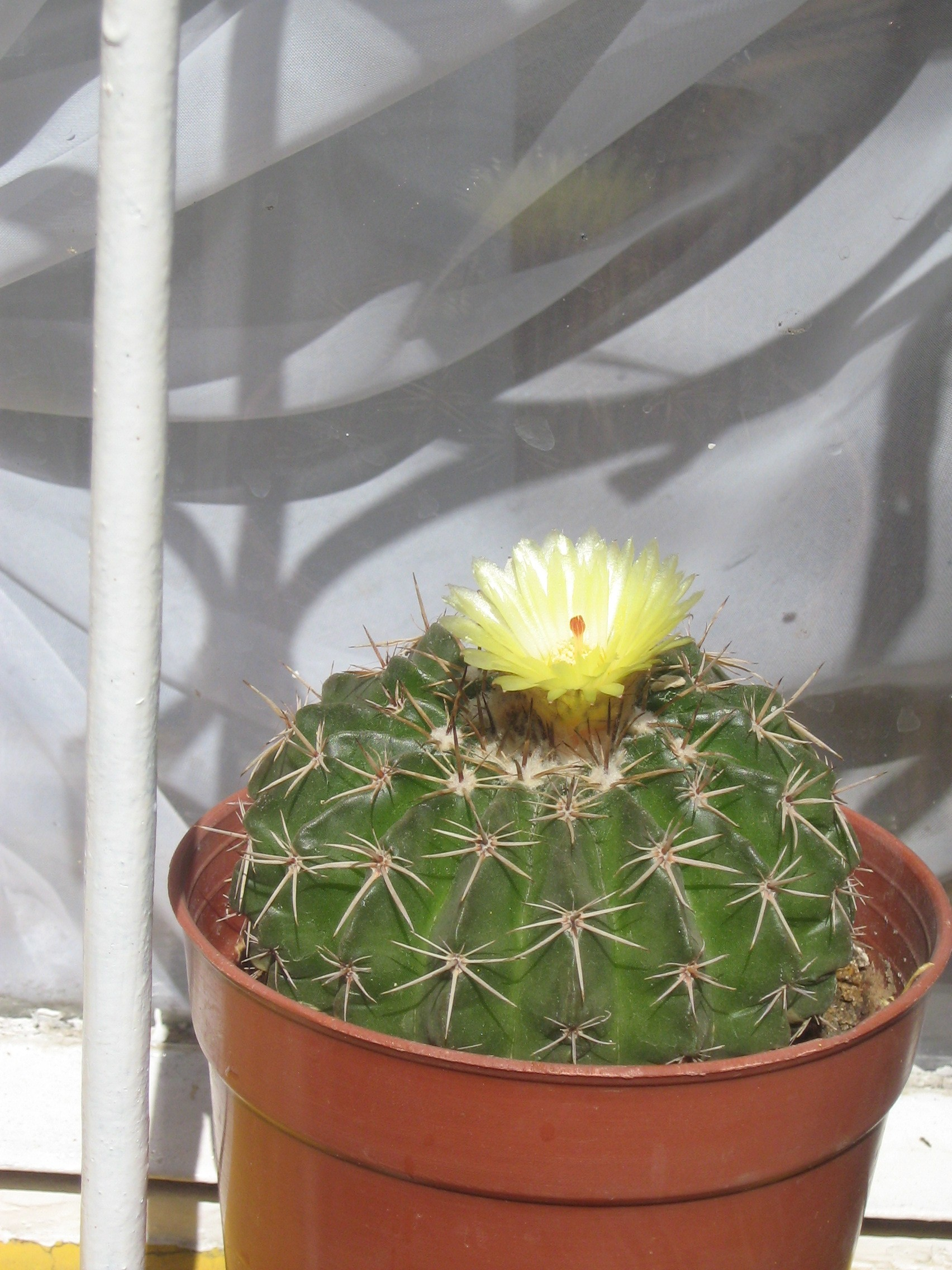
Vista de la planta

## Descripción
Parodia erinacea crece de forma individual. Es de color verde oscuro, con tallos deprimidos cortos globulares, esféricos o cilíndricos que alcanzan un tamaño de hasta 15 centímetros de altura y un diámetro de 6 a 30 cm. Tienen de 12 a 30 costillas en forma de aletas  afiladas. Las areolas están en las muescas con espinas fuertemente curvadas blancas a gris o marrón. Las púas tienen una longitud de hasta 2 centímetros.  Las once y cincuenta y ocho espinas radiales están en su mayoría sobre la superficie. Las flores son amarillas brillantes y alcanzan una longitud de 3 a 5 centímetros de diámetro y de 4 a 7 de longitud. La fruta de color rosado o rojizo de hasta 4 centímetros. Contienen semillas en forma de campana  finamente rugosas.

## Distribución
Es endémica de Uruguay, Brasil y Argentina. Es una especie rara en la vida silvestre.

## Taxonomía
Parodia erinacea fue descrita por (Haw.) N.P.Taylor y publicado en Bradleya; Yearbook of the British Cactus and Succulent Society 5: 93. 1987.
Etimología
Parodia: nombre genérico que fue asignado en honor a Lorenzo Raimundo Parodi (1895–1966), botánico argentino.
erinacea: epíteto latino que significa "que parece un erizo".
- Malacocarpus erinaceus
- Wigginsia erinacea
- Notocactus erinaceus
- Echinocactus acuatus
- Malacocarpus acuatus
- Wigginsia acuata
- Notocactus acuatus
- Echinocactus tetracanthus
- Notocactus tetracanthus[4]